# Immerloopark
Het Immerloopark of Immerloo is een park in Arnhem op de zuidelijke oever van de Immerlooplas. Park Immerloo is aangelegd tussen 1969 en 1972 en was daarmee het eerste stadspark in het stadsdeel Arnhem-Zuid. Het heeft naast een natuur- ook een recreatieve functie. De naam Immerloo komt van een boerderij genaamd Jammerloo, waar vroeger de waardman woonde, de rentmeester van de landeigenaar.
Het park en de plas liggen in de wijk Holthuizen en grenzen verder aan de wijken Immerloo, Vredenburg/Kronenburg en Het Duifje en de gemeente Lingewaard. De zuidelijke grens wordt gevormd door de Huissensedijk. Ten noorden van deze dijk loopt de Malburgse Wetering door het park. Vroeger was dit een uiterwaardengebied van de rivier de Rijn.
De Immerlooplas is ontstaan door decennialange afgraving voor de baksteenproductie van steenfabriek Terwindt bij de Bakenhof. Op de zuidelijke oever is het park aangelegd. Langs de plassen is er ruige beplanting voor broedende vogels. Tussen de gras- en speelvelden zijn er veel boomsoorten te vinden in het park, zoals de servische spar, veldiep, es, grauwe abeel, zomereik, weymouthden en hemelboom. 
Door de aanleg van de Pleijweg in het midden van de jaren tachtig werd de plas in tweeën gedeeld, waardoor er nu twee Immerlooplassen zijn. De noordelijke plas heeft ook een recreatieve functie. In de noordelijke plas staat het kunstwerk 'Villa Vola' (2012). Villa Vola bestaat uit een bouwwerk op een paal met veel open rasters. Midden in het water, waardoor alleen de vogels er kunnen komen. Het ontwerp is gemaakt door Observatorium & Vesta Kroese in opdracht van Volkshuisvesting Arnhem.
Aan de zuidzijde van het park staat een kunstwerk van Marius van Beek getiteld Poort van de Zon. Het bestaat uit drie blokken graniet, gestapeld in de vorm van een poort. Op de zijkanten van de poort staan reliefs uit het mythologische verhaal van Prometheus. Op enige afstand hiervan staan granieten schijven, het vizier. Tussen poort en vizier ligt een blok rood graniet. Op 21 maart en 21 september schijnt de zon bij opkomst door de poort naar het vizier. Op 21 juni, als de hoogste zonnestand is bereikt, schijnt de zon op het rode graniet.
Sinds 2019 is er in het park een 18 holes diskgolfbaan.

## Foto's

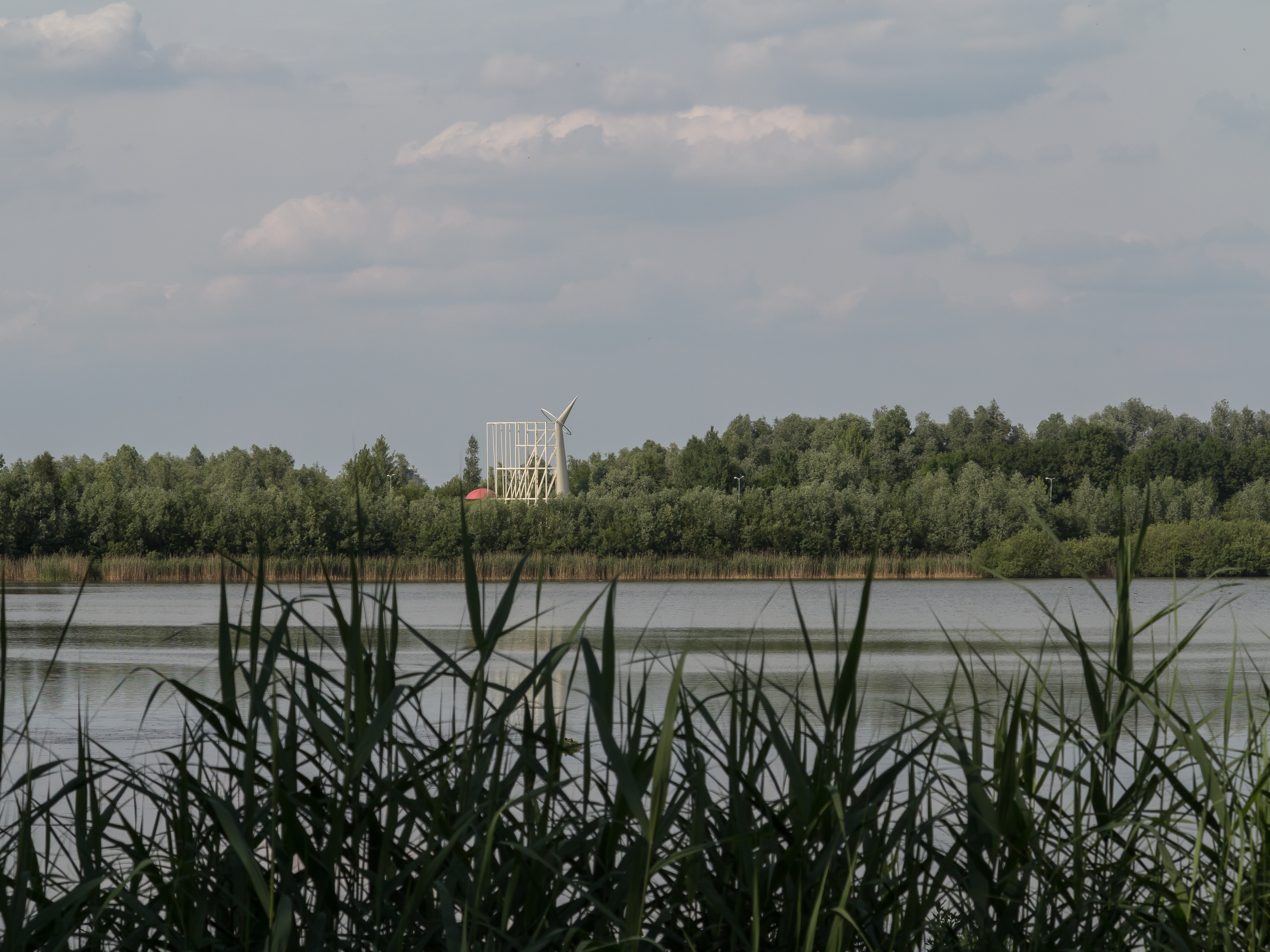
de Immerlooplas met kunstwerk 'observatorium' op de achtergrond
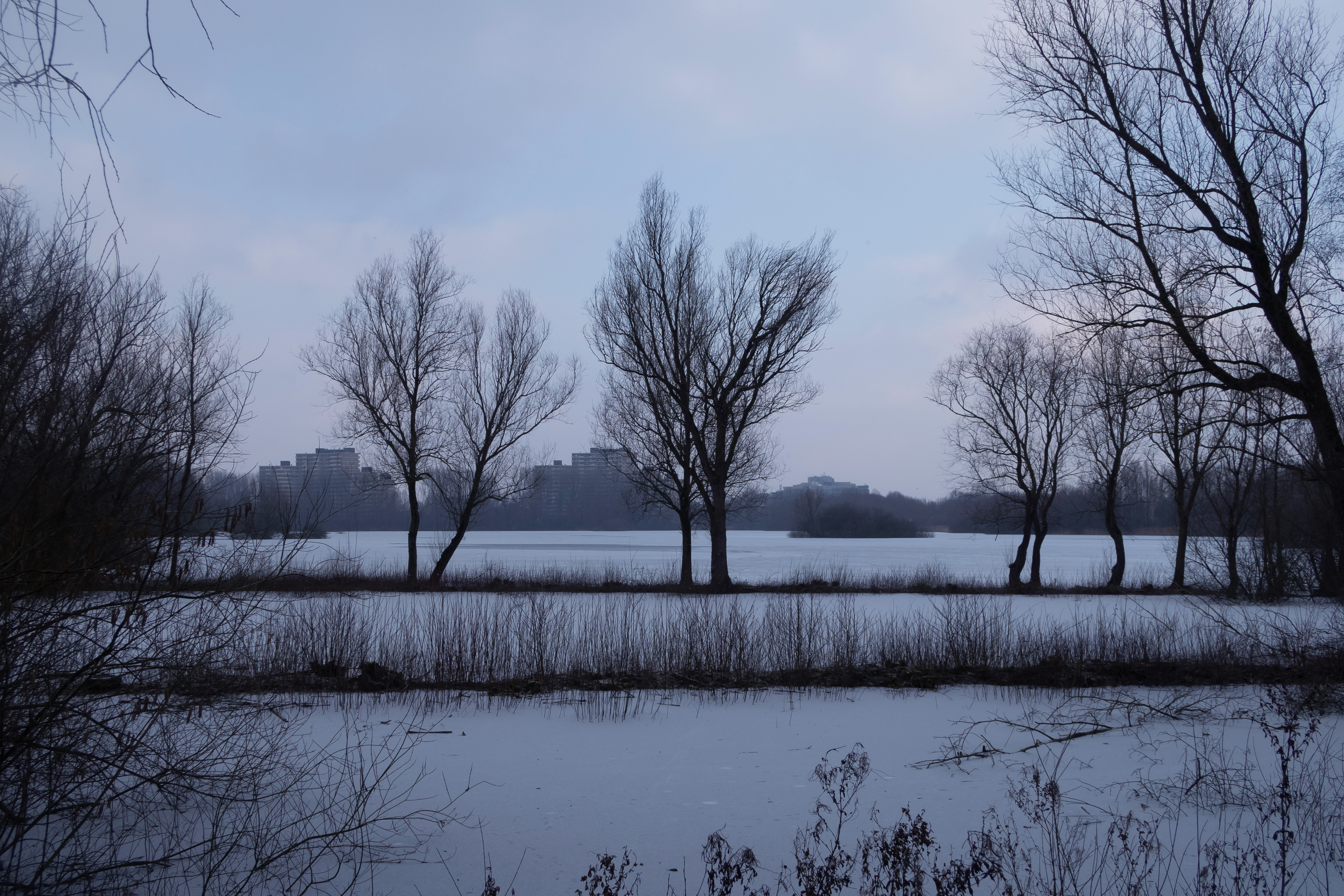
de Immerlooplas vanaf het Duifje
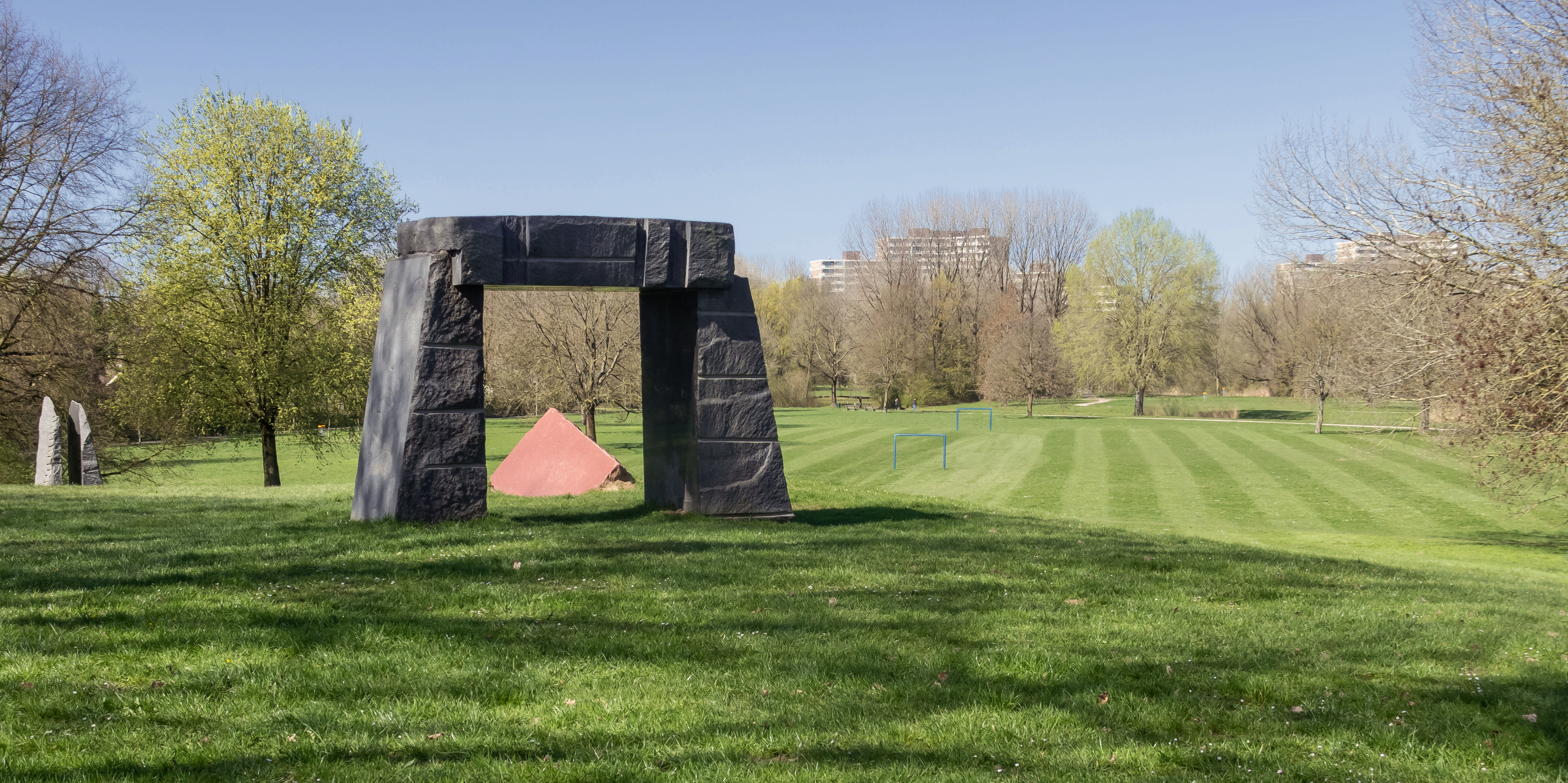
de Poort van Zon in het Immerloopark